# Grand Marché (Niamey)

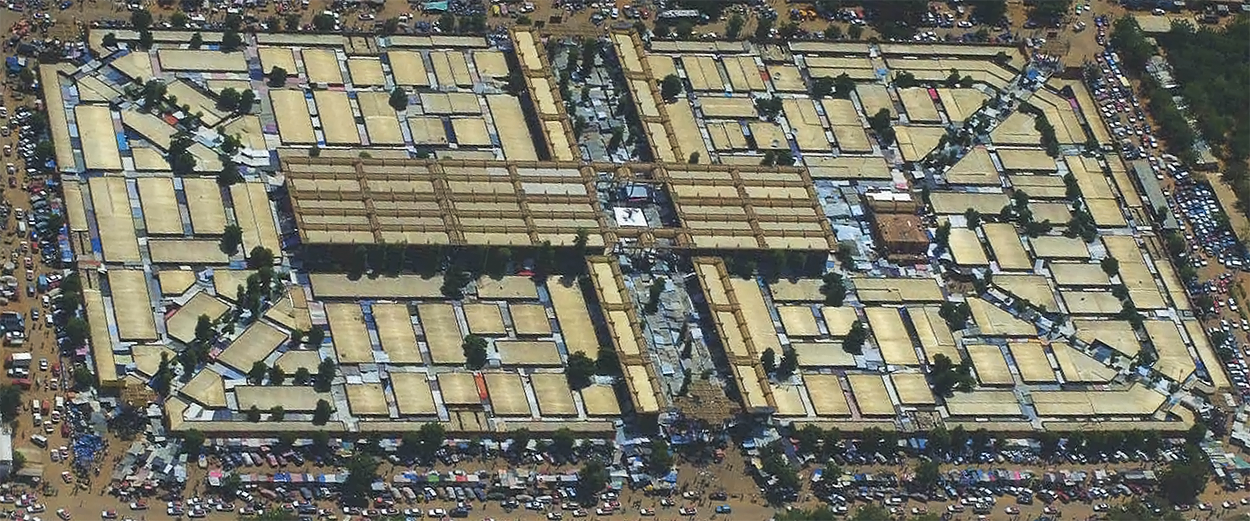
Luftaufnahme des Grand Marché (2014)

Der Grand Marché, auch Habou-Béné, ist ein Markt in Niamey in Niger.

## Lage und Charakteristik

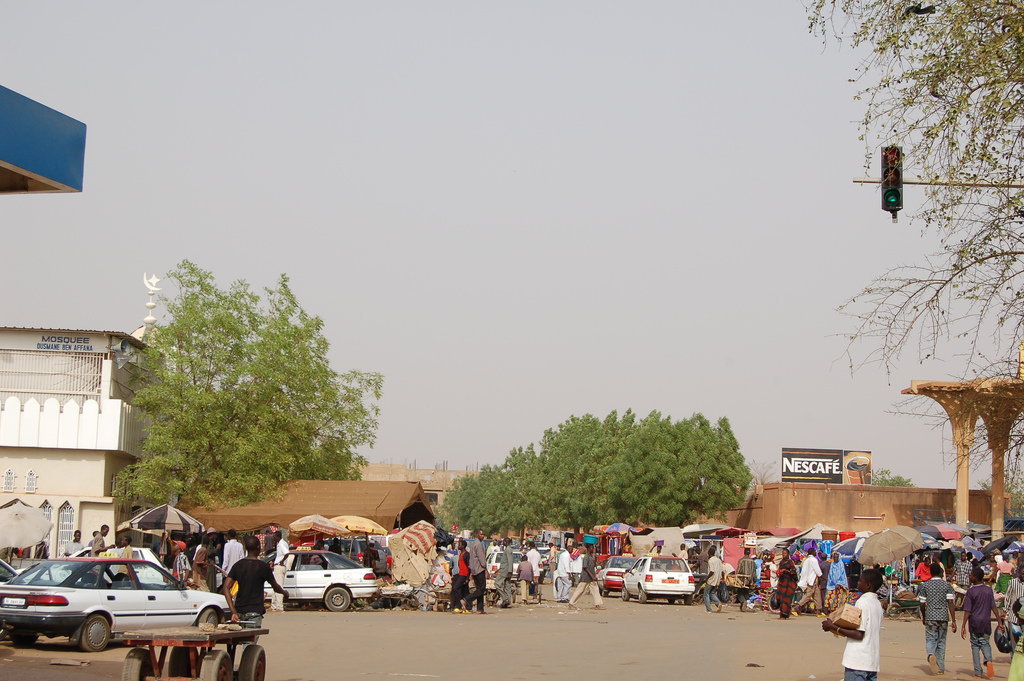
Am Rand des Grand Marché (2006)

Der Grand Marché liegt im Stadtviertel Banizoumbou des Arrondissements Niamey III. Die Nationalstraße 1, die Niamey durchquert, führt direkt am Markt vorbei. Der Grand Marché erstreckt sich über eine Fläche von 6,9 Hektar. Nach der Anzahl der Marktstände ist er der zweitgrößte Markt Niameys nach dem Marché de Katako. Grand Marché ist französisch für „großer Markt“ und steht somit für das Gegenstück zum Petit Marché („kleiner Markt“) von Niamey. Auf Zarma wird der Grand Marché als Habou-Béné bezeichnet, was „oberer Markt“ bedeutet, während der Petit Marché auf Zarma Habou-Ganda („unterer Markt“) genannt wird.
Auf Grund seiner markanten, aus den 1980er Jahren stammenden Architektur von Kalt Pouradier-Duteil Vignal ist der Grand Marché ein Wahrzeichen der Stadt. Der Erhaltungszustand ist vergleichsweise gut. Der Markt ist von einer großen, hallenartigen Struktur geprägt, innerhalb derer die Marktstände mit einer einheitlichen Größe von 4,5 Quadratmetern eingeordnet sind. Er erinnert an eine afrikanische Variation der Form eines modernen Einkaufszentrums.

## Geschichte
Der Grand Marché befindet sich seit 1949 an seinem heutigen Platz. Er geht auf einen älteren Markt zurück, der ursprünglich am Flussufer des Niger auf der Höhe der späteren Kennedybrücke gelegen war. 1954 wurde der Grand Marché mit dauerhaften Hallen aus Metall ausgestattet. Die Stadtentwicklung rund um das Marktgelände nahm einen Aufschwung. Bei einer Renovierung im Jahr 1962 wurde Fundamente aus Zement ergänzt.
In der Nacht vom 30. auf den 31. März 1982 fiel der Grand Marché einem Großbrand zum Opfer. Die Zerstörung wurde als nationale Katastrophe wahrgenommen, die die mangelnde staatliche Kontrolle der nigrischen Märkte vor Augen führte. Mit einem neuen architektonischen Konzept begann 1985 die Wiedererrichtung des Marktes, die 1986 abgeschlossen wurde. Die Verwaltung des Grand Marché wurde den lokalen Autoritäten entzogen und der neugegründeten Société de Construction et de Gestion des Marchés (SOCOGEM) übertragen, einer privaten Gesellschaft unter Kontrolle des Gesamtstaates.
Ein Feuer zerstörte 2009 erneut einen Teil des Grand Marché. Der Wiederaufbau schlug mit einer Million CFA-Franc zu Buche. Rund zweitausend Marktstände, die auf den Straßen rund um den eigentlichen Markt entstanden waren und ein Verkehrshindernis darstellten, wurden 2016 abgerissen.

## Warenangebot

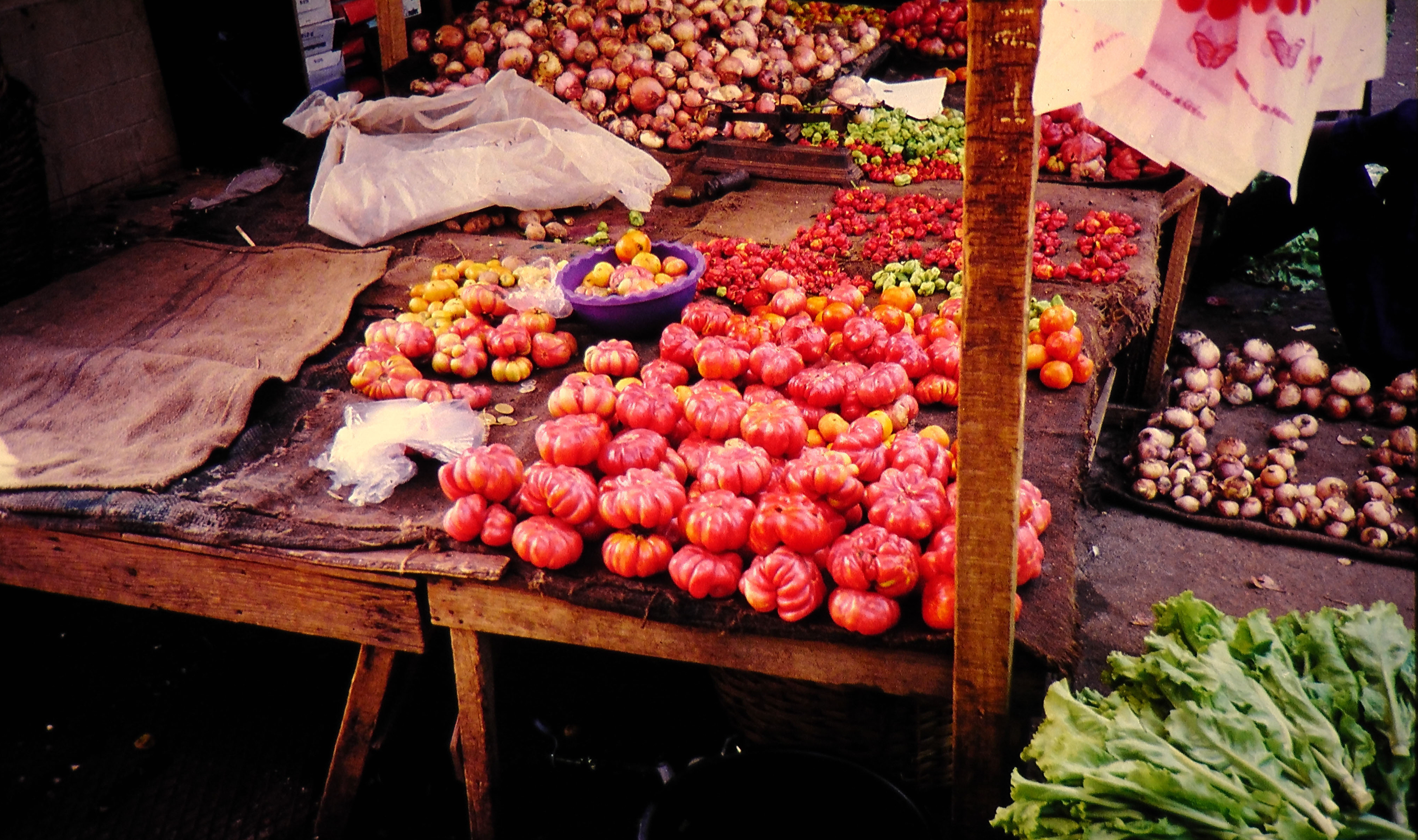
Tomaten am Grand Marché (1990)

Die auf dem Grand Marché verkauften Lebensmittel sind entweder lokal hergestellt oder importiert. Zu den von Großhändlern importierten Lebensmitteln zählen unter anderem Reis, Mehl, Zucker und Öl. Das Warenangebot umfasst außerdem traditionelle und moderne Kleidung, Schuhe, Decken, Schurze, Stoffe aus Asien und Batiktextilien aus Mali. Man findet Schmuck und Brillen, Glasperlen und ausländische Kosmetikprodukte. Die Marktkunden können sich ferner mit Schulmaterielen, Unterhaltungselektronik, Moskitonetzen und verzierten Emailtellern eindecken.